# Shahab-4
El Shahab-4 (persa: شهاب ۴, que significa "Meteor-4") (també conegut com IRIS) va ser un coet iranià sense construir, derivat del míssil balístic de abast mitjà Shahab-3. Segons l'Iran es pretenia que fos un vehicle de llançament espacial, després d'un lapsus del ministre de Defensa en què el reconeixia com un "míssil balístic més capaç que el Shahab-3". Segons observadors occidentals, estava pensat per formar part d'un míssil balístic amb capacitat nuclear.

## Història
El projecte IRIS/ Shahab-4 es va iniciar l'any 1988, però segons algunes fonts, mai va anar més enllà de la taula de dibuix. L'herència del disseny de l'IRIS es va incorporar més tard al Safir.
El 1997, un satèl·lit nord-americà va capturar proves d'una instal·lació de proves Shahab-4 a Parchin.
El 1999, es va sospitar que el Shahab-4 derivava en gran part del R-12 Dvina de NPO Yuzhnoye, que en la seva variant d'una sola etapa tenia un abast màxim de 2.000 km i un cercle d'igual probabilitat de 2.400 m. L'R-12 Dvina de doble etapa era capaç d'aixecar càrregues útils a l'òrbita. 